# Saint-Denis-de-Jouhet
Saint-Denis-de-Jouhet is een gemeente in het Franse departement Indre (regio Centre-Val de Loire). De plaats maakt deel uit van het arrondissement La Châtre. Saint-Denis-de-Jouhet telde op 1 januari 2022 969 inwoners.

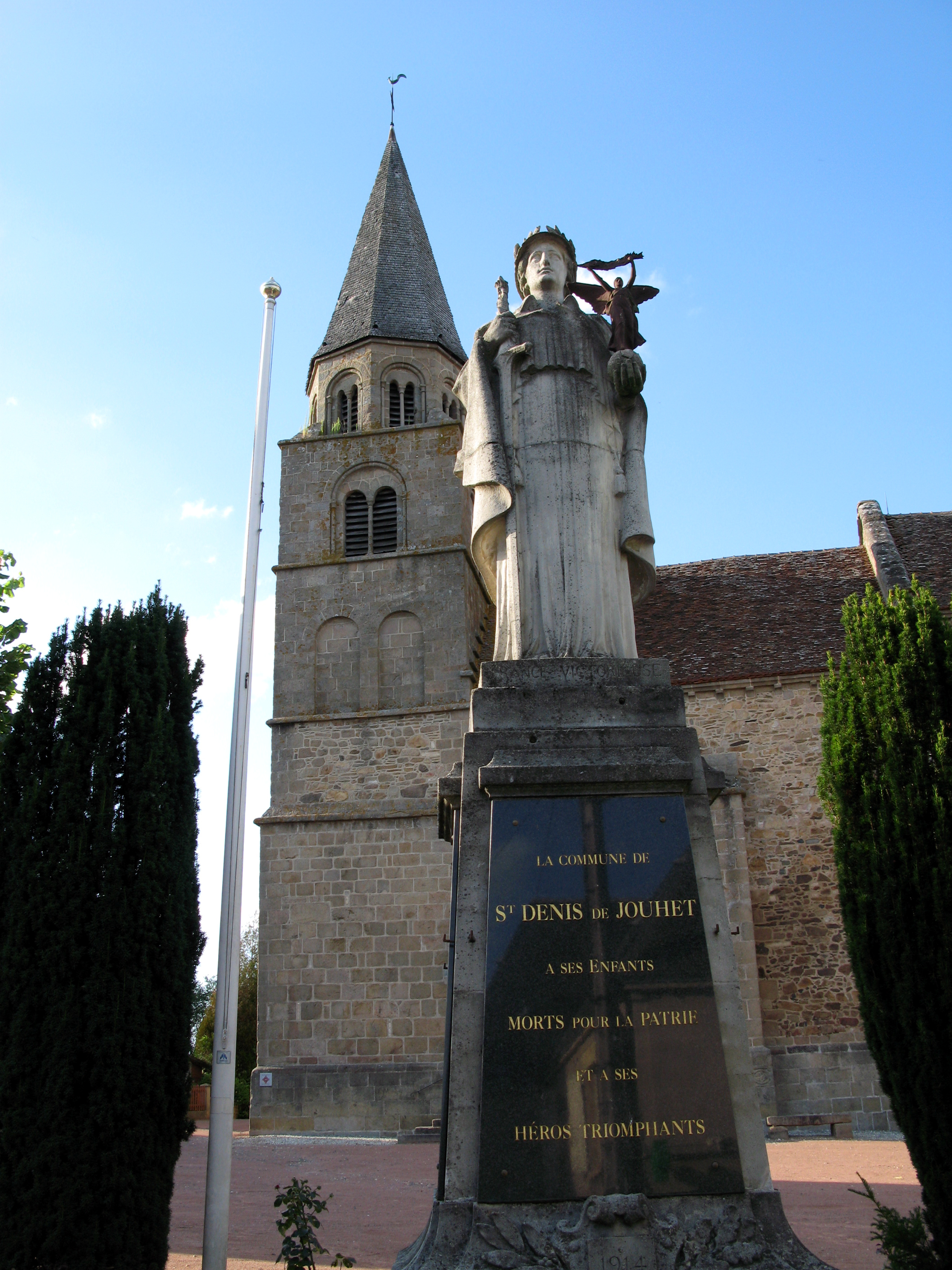
Kerk en monument in Saint-Denis-de-Jouhet
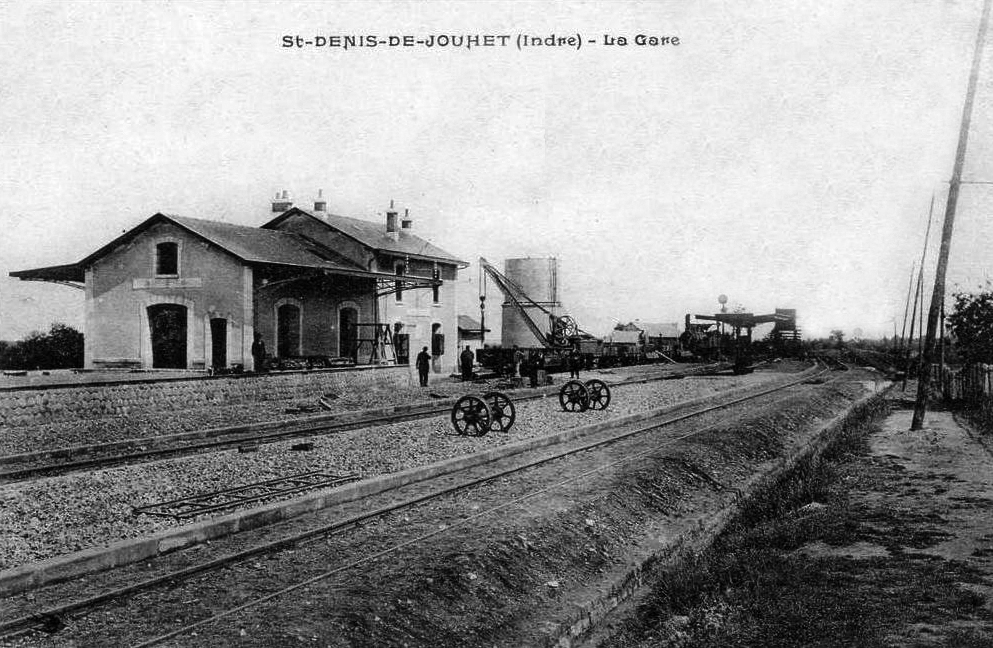
Station van Saint-Denis-de-Jouhet rond 1900

## Geografie
De oppervlakte van Saint-Denis-de-Jouhet bedroeg op 1 januari 2022 43,48 vierkante kilometer; de bevolkingsdichtheid was toen 22,3 inwoners per km².

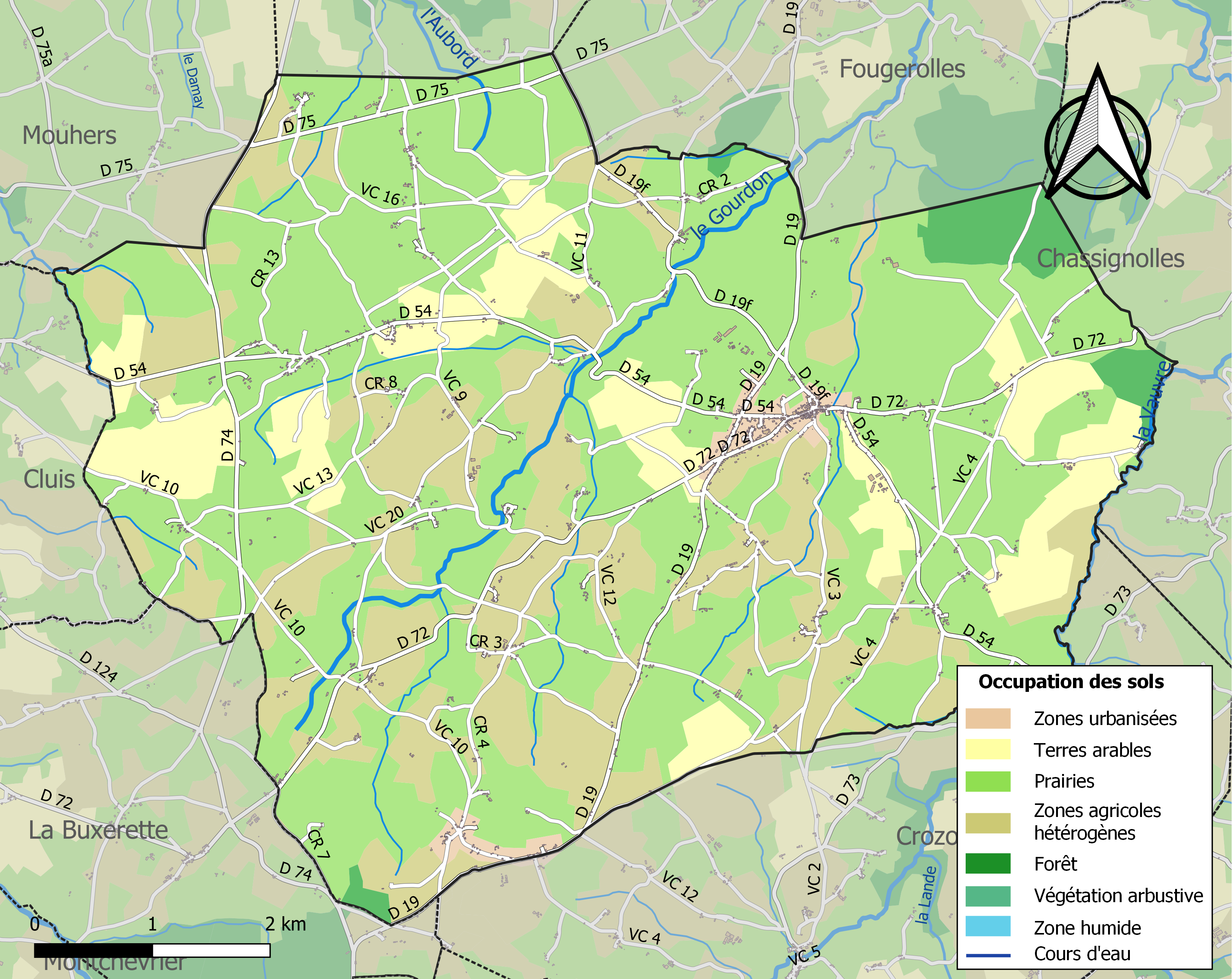
Kaart van de gemeente met belangrijkste infrastructuur, bodemgebruik en omliggende gemeenten

## Demografie
Onderstaande figuur toont het verloop van het inwonertal (bron: INSEE-tellingen).